# Claudio Vandelli
Claudio Vandelli (Modena, 27 luglio 1961) è un ex ciclista su strada, ciclocrossista e mountain biker italiano.
Professionista dal 1985 al 1989, fu campione olimpico della cronometro a squadre nel 1984.

## Carriera
Nel 1977 passò nella categoria allievi e nel 1983 divenne infine un atleta dilettante. Nel 1984 partecipò così a numerose competizioni nazionali ed internazionali e vinse la medaglia d'oro ai Giochi olimpici di Los Angeles nella specialità 100 km a squadre insieme a Marcello Bartalini, Marco Giovannetti e Eros Poli.
Nel 1985, anno in cui passò tra i professionisti, vinse la Montecarlo-Alassio davanti a Gianni Bugno. Nei quattro anni da professionista successivi non ottenne più vittorie nelle corse su strada, ma solo piazzamenti. Comincia quindi a dedicarsi al ciclocross.
Nel 1989 divenne campione italiano di ciclocross, vincendo davanti al fratello Maurizio. Nel 1990 decise di dedicarsi alla mountain bike, riportando alcune vittorie nazionali.
Nel settembre del 2013 è uscito un libro a lui dedicato sulla sua vita umana ed agonistica dal titolo "Un sogno Olimpico - Storia di Claudio Vandelli" di Stefano Pelloni.

## Palmarès

### Strada
- 1984

Piccolo Giro dell'Emilia
Giochi olimpici, 100 km a squadre
- 1985

Montecarlo-Alassio
Trofeo Minardi
Coppa Varignana
Classifica generale Sei Giorni del Sole
- 1996 (Dilettanti)

Classifica generale Giro della Valle d'Aosta

#### Altri successi
- 1990

Ruota d'oro di Catania

### Cross
- 1989

Campionati italiani

## Piazzamenti

### Grandi Giri
- Giro d'Italia

1986: ritirato (6ª tappa)
1987: fuori tempo (8ª tappa)
1988: 89º

### Classiche monumento
- Milano-Sanremo

1986: 54º
1988: 59º

### Competizioni mondiali
- Campionati del mondo su strada

Giavera del Montello 1985 - Cronometro a squadre: 3º
- Campionati del mondo di ciclocross

Hägendorf 1988: 21º
Pontchâteau 1989: 29º
Montreuil 1996: 15º
- Giochi olimpici

Los Angeles 1984 - Cronometro a squadre: vincitore